# 謝潑德冰原島峰
謝潑德冰原島峰（英語：Sheppard Nunatak）是南極洲的冰原島峰，位於特里尼蒂半島，處於霍普灣入口處北部，海拔高度60米，由瑞典探險隊發現，現時由南極條約體系管理。